# Gustaf Lindroth
Gustaf Ture Lindroth, född 22 juni 1883 i Fellingsbro, död 3 april 1967 i Strängnäs domkyrkoförsamling, Strängnäs, var en svensk bergsingenjör och geolog.
Gustaf Lindroth var son till byggmästaren Fredrik Reinhold Lindroth. Efter mogenhetsexamen i Örebro 1903 antogs han 1904 till elev vid Tekniska högskolan, där han blev bergsingenjör 1909. 1914 blev Lindroth filosofie kandidat och filosofie licentiat samt 1916 filosofie doktor vid Stockholms högskola. Han var 1914–1915 anställd vid Luossavaara-Kiirunavaara AB och 1916–1918 biträdande gruvingenjör vid Stora Kopparbergs bergslags AB. Därpå var han platschef, gruvingenjör och gruvföreståndare vid Ryllshytte gruvor 1918–1922. Han var därefter gruvingenjör och chef vid AB Holmgruvan 1918–1946 (gruvdriften nedlagd 1932) och Bispbergs AB 1923–1946. Han var även gruvingenjör och gruvföreståndare vid Sandvikens järnverks AB 1930–1942 och vid Ulfshytte jernverks AB 1937–1943. Lindroth bedrev en mångsidig forskningsverksamhet rörande malmgeologiska och tekniska frågor. Han teorier rörande de förhållanden under vilka de mellansvenska kalk-, skarn- och manganjärnmalmerna bildats och omvandlats, kom allmänt att accepteras i fackkretsar. Bland hans arbeten märks Geologiska och petrografiska studier inom den järnmalmsförande formationen kring Ramhäll (1916, doktorsavhandling), Kalk-skarnjärnmalmsfyndigheter som brottstycken uti Bergslagens gnejsgraniter (1926) och det utförliga arbetet Anteckningar ur Bispbergs malmfälts historia (1926)